# Katafýgio (Messénie)
Pour l’article homonyme, voir Katafýgio (Étolie-Acarnanie).
 (mai 2025).
Katafýgio (grec moderne : Καταφύγιο) est une localité située dans le dème du Magne-Occidental, dans le district régional de Messénie, dans la périphérie du Péloponnèse, en Grèce.
Selon le recensement de 2021, elle compte 6 habitants.